# Pleine-Selve (Aisne)
Pleine-Selve ist eine französische Gemeinde mit 191 Einwohnern (Stand: 1. Januar 2022) im Département Aisne in der Region Hauts-de-France. Sie gehört zum Arrondissement Saint-Quentin, zum Kanton Ribemont und zum Gemeindeverband Val de l’Oise.

## Geografie
Die Gemeinde Pleine-Selve liegt im Westen der Thiérache, 17 Kilometer ostsüdöstlich von Saint-Quentin. Nachbargemeinden von Pleine-Selve sind Origny-Sainte-Benoite im Norden, Parpeville im Osten, La Ferté-Chevresis im Süden, Villers-le-Sec im Südwesten sowie Ribemont im Westen.

## Bevölkerungsentwicklung
| Jahr                       | 1962 | 1968 | 1975 | 1982 | 1990 | 1999 | 2006 | 2014 | 2022 |
| Einwohner                  | 220  | 222  | 175  | 149  | 187  | 179  | 161  | 165  | 191  |
| Quellen: Cassini und INSEE |      |      |      |      |      |      |      |      |      |

## Sehenswürdigkeiten
- Kirche Saint-Brice aus dem 14. Jahrhundert, Chor und Querschiff sind Monument historique seit 1913[1]
- Kapelle Sainte-Yolaine

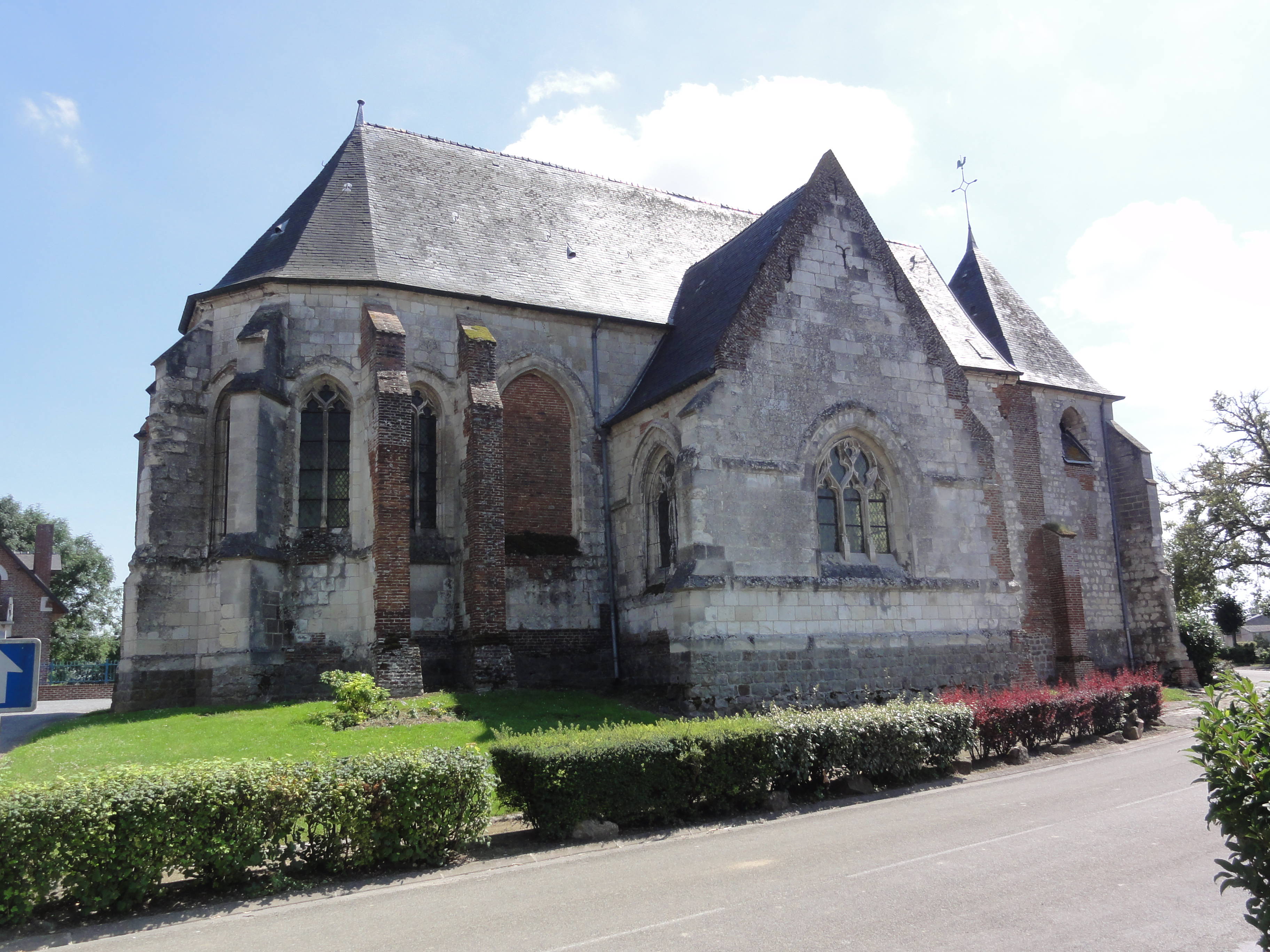
Kirche Saint-Brice
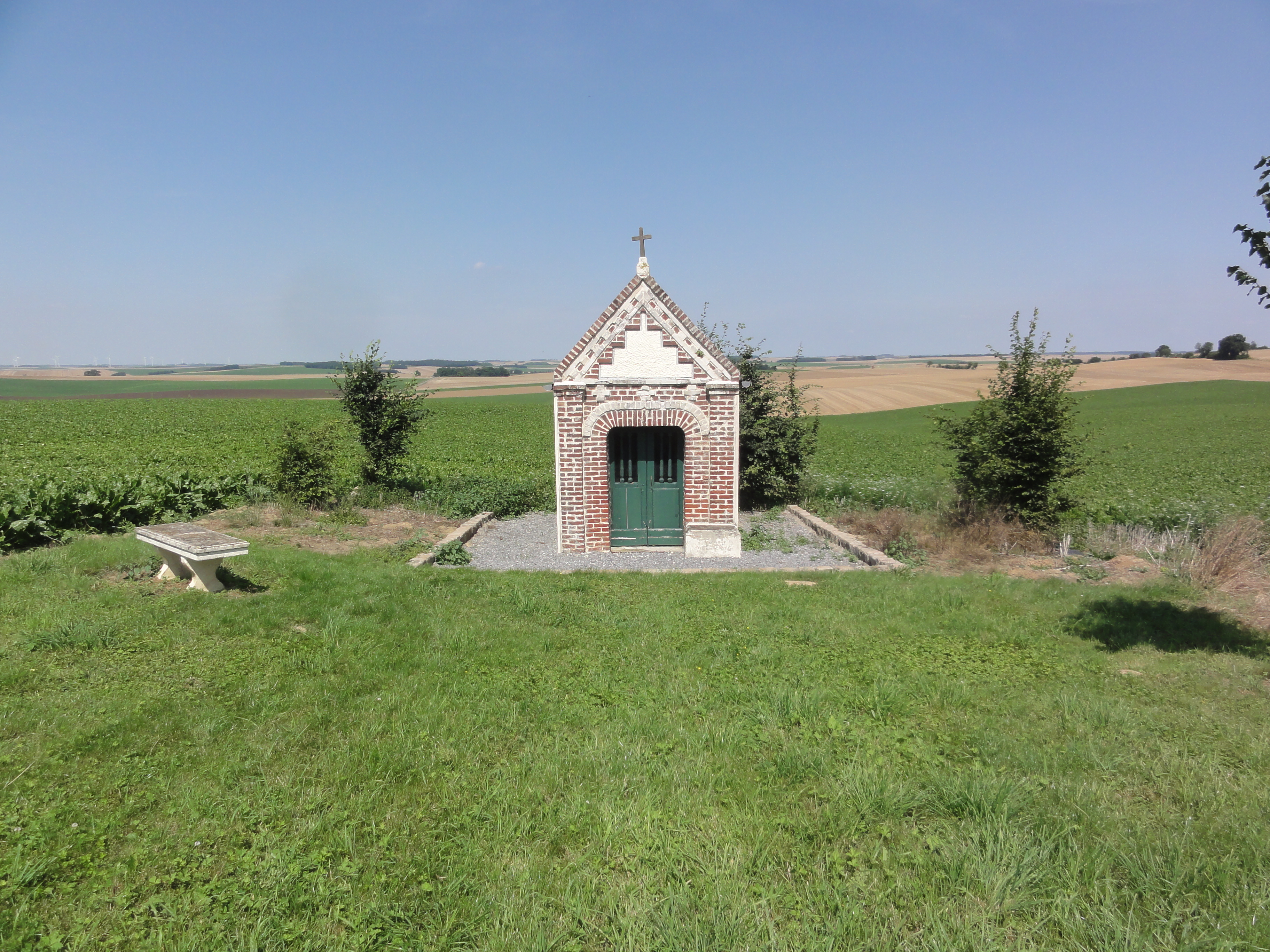
Kapelle Sainte-Yolaine
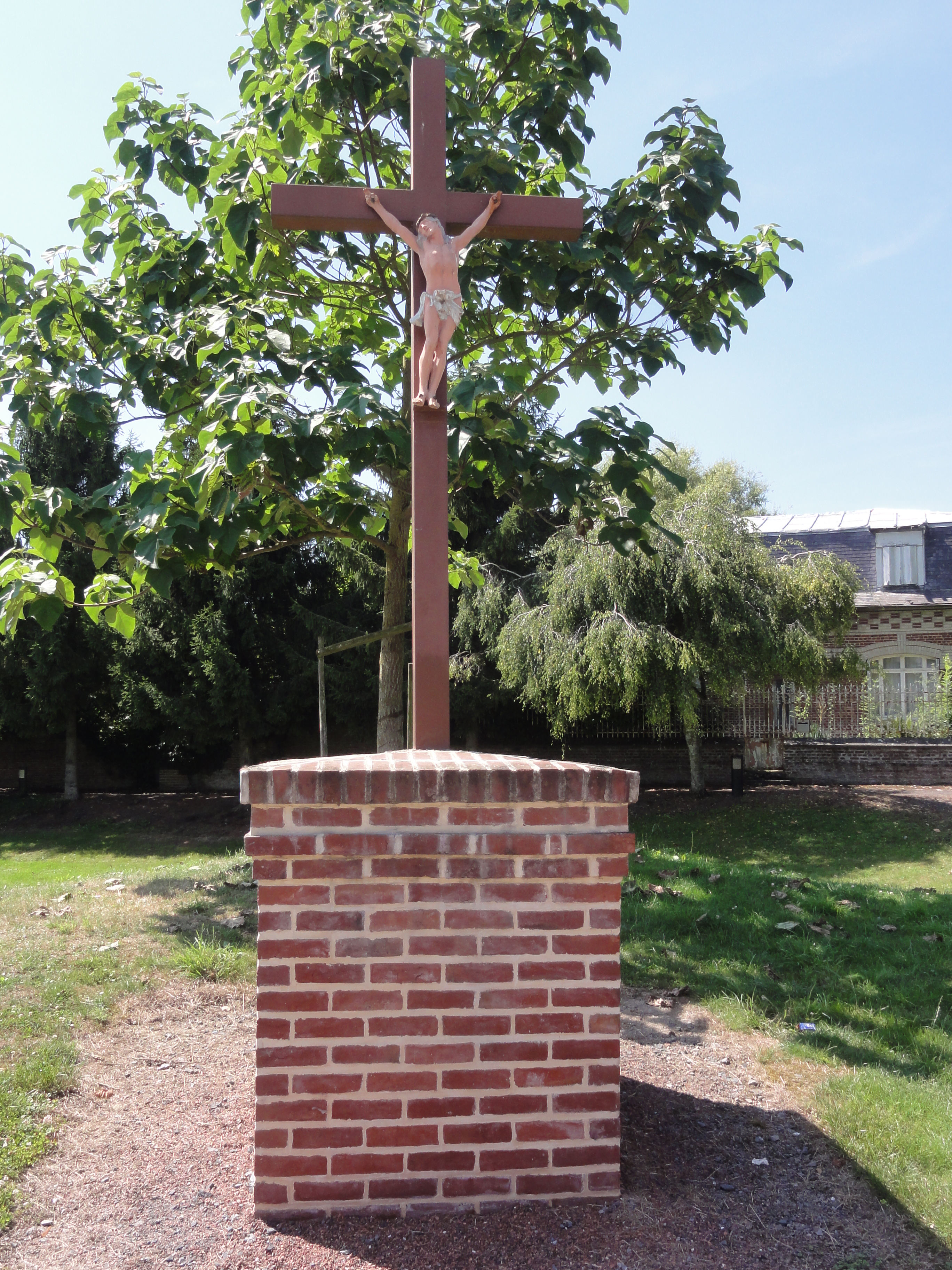
Wegkreuz
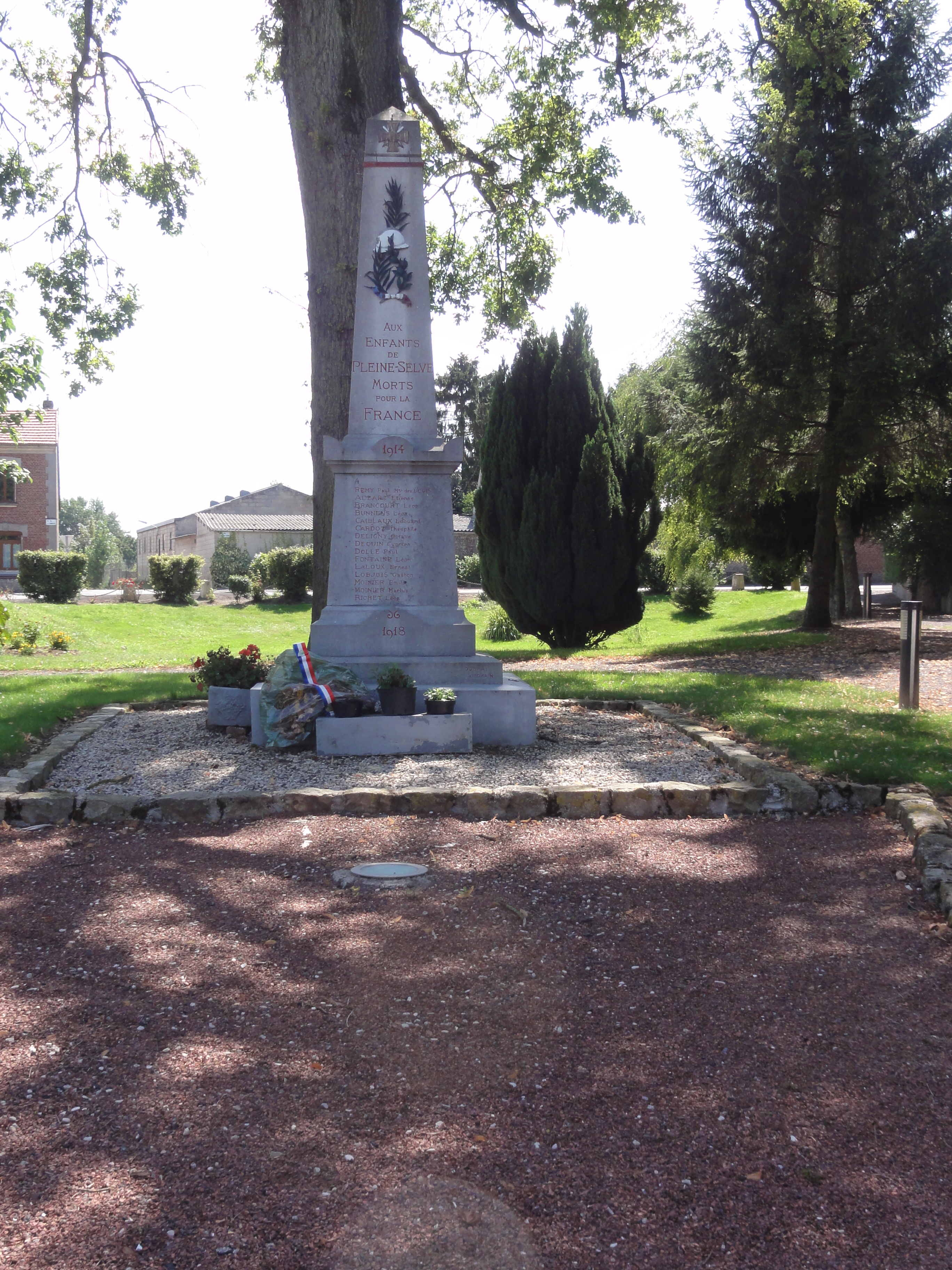
Gefallenendenkmal